# Chicandier
Laurent Regairaz, dit Chicandier ou Jason Chicandier, est un humoriste, producteur et acteur français, né le 9 septembre 1978 à Bron (Rhône).
D'abord chroniqueur et humoriste connu pour ses rôles de « bon vivant » qui lui posent des problèmes de santé liés à l'alcool, il interprète Ordralfabétix dans le film Astérix et Obélix : L'Empire du Milieu.

## Biographie
Laurent Regairaz est né à Bron (Rhône) puis sa famille déménage, alors qu'il n'a que six jours, à Saint-Étienne, ville dans laquelle il vit jusqu'en 2014 et qu'il décrit comme sa ville d'origine.

### Carrière

#### Débuts de carrière
Diplômé notaire en 2006, il a par la suite travaillé en tant que juriste en entreprise. Il se fait renvoyer de son emploi de secrétaire général en novembre 2018 à la suite d'une vidéo intitulée « ****** de banquier », l’actionnaire majoritaire étant une banque.
En décembre 2018, il publie une vidéo intitulée « Vendredi Bleu Métal » qui sera vue plusieurs millions de fois, dans laquelle il adopte le pseudonyme « Chicandier ». Depuis la phrase « On est bleu ! On est métal ! » est devenue un de ses slogans.

#### Humoriste
Il joue au Grand Point-Virgule à compter de mars 2019 un spectacle intitulé « Bons vivants »,. Il est chroniqueur pour la grille estivale de RTL petit matin durant l’été 2019. Il fait la première partie de Jean-Marie Bigard à deux reprises à Fréjus en août 2019 devant 5000 personnes puis au théâtre Sébastopol de Lille en septembre 2019.
En janvier 2020, il s’installe avec son co-auteur et co-comédien, Mathias Cannariato dit « Mathou Cann » à la Comédie de Paris pour un spectacle en duo intitulé « Un jour sans faim » (Claude Wild Production).
Il devient par la suite chroniqueur sur RTL puis chroniqueur récurrent sur Rire et Chansons dans l’émission « Une heure avec ».
Il revient à la Comédie de Paris à partir du 15 octobre 2020 pour son spectacle Un jour sans faim, où il insiste notamment sur son amour de « l'art de vie à la française ».
Il tient également une chronique dans la revue Gueuleton sortie en 2020.

#### Émissions et production
Il autoproduit via sa société de production Daph'Prod une émission L'Addiction s'il vous plaît ?!, (format 20 minutes environ diffusée sur ses réseaux et YouTube) dans laquelle il apparaît avec Bruno Solo, Fred Testot, Yvan Le Bolloc’h, Francois-Xavier Demaison, Clara Morgane, Sidney Govou, Laurent Gerra, Olivier Marchal, Joël Dupuch, Luc Alphand  et Frédéric Beigbeder pour une émission culinaire où les invités se livrent et s’enivrent dans une ambiance de France des années 1970. Sa chaîne Youtube comptabilise 114 000 abonnés en juillet 2021.
Il annonce en avril 2021 vouloir créer une nouvelle série documentaire nommée « Le Banquet » sur la gastronomie française, voulant ainsi « valoriser les terroirs et les femmes et les hommes qui les composent ». Un épisode sera diffusé en 2022.

### Cinéma
Sa première apparition à l'écran se fait au sein du film Music Hole de Gaetan Liekens et David Mutzenmacher, sorti en 2022, où il joue un gitan nommé « Camaron ». Ce film est passé au Brussels Film Festival, puis au Festival du film d'Ostende.
Il fait partie des acteurs du film Astérix et Obélix : L'Empire du Milieu de Guillaume Canet, où il incarne Ordralfabétix.
Il annonce en 2025 un projet devant aboutir en 2026, consistant en une prise de position contre le wokisme.

## Spectacles
- 2020 : (avec Mathou Cann), Un jour sans faim.
- 2022 : (avec Mathou Cann), Matin chantant.
- 2024-2025 : La 9ème vie du chat.

## Filmographie
- 2019 : Music Hole de Gaetan Liekens et David Mutzenmacher : Camaron
- 2021 : Flashback de Caroline Vigneaux : le chauffeur de charrette
- 2023 : Astérix et Obélix : L'Empire du Milieu de Guillaume Canet : Ordralphabétix[28]
- 2023 : Un homme heureux  de Tristan Séguéla : Dufour
- 2023 : Super-bourrés de Bastien Milheau : Maurice
- 2023 : Tapie de Tristan Séguéla : Gérard le producteur de l’émission de télévision
- 2024 : Panique au 31 (téléfilm) de Gaël Leforestier : le cuisinier